# David Wise (ski acrobatique)
Pour les articles homonymes, voir Wise et David Wise.
David Wise, né le 30 juin 1990 est un skieur acrobatique américain, double champion olympique du half-pipe en 2014 à Sotchi et en 2018 à PyeongChang.

## Carrière
Il a commencé la compétition de half-pipe assez jeune, devenant champion des États-Unis à 15 ans et débute en Coupe du monde à 18 ans. Depuis 2012, il s'affirme comme le leader de sa discipline, en gagnant la Coupe du monde 2012, deux fois de suite les Winter X Games et le titre mondial en 2013. En 2014 à Sotchi, il devient le premier champion olympique de ski half-pipe. Il conserve son titre olympique le 22 février 2018 à PyeongChang en produisant un troisième run de haute qualité technique après avoir chuté sur ses deux premières tentatives.

## Palmarès

### Jeux olympiques
| Épreuve / Édition   | Half-pipe                          |
| JO 2014 Sotchi      | Médaille d'or, Jeux olympiques     |
| JO 2018 Pyeongchang | Médaille d'or, Jeux olympiques     |
| JO 2022 Pékin       | Médaille d'argent, Jeux olympiques |

### Championnats du monde
| Édition/Discipline             | Half-Pipe            |
| Mondiaux 2009 ( Inawashiro)    | 4e                   |
| Mondiaux 2011 ( Park City)     | 4e                   |
| Mondiaux 2013 ( Oslo)          | Médaille d'or, monde |
| Mondiaux 2017 ( Sierra Nevada) | 4e                   |
| Mondiaux 2019 ( Deer Valley)   | 7e                   |
| Mondiaux 2021 ( Aspen)         | 10e                  |

### Coupe du monde
- Meilleur classement général : 6e en 2015.
- 2 petits globe de cristal :
  - Vainqueur du classement du Half-Pipe en 2012 et 2015.
- 19 podiums en Half-Pipe dont 7 victoires.

#### Détails des victoires
| Édition / Épreuve | Half-pipe        |
| 2011-2012         | Mammoth Mountain |
| 2012-2013         | Park City        |
| 2013-2014         | Breckenridge     |
| 2014-2015         | Copper Mountain  |
| 2017-2018         | Copper Mountain  |
| 2017-2018         | Snowmass         |
| 2018-2019         | Calgary          |

### Winter X Games
- 2012 :   médaille d'or à Aspen et  médaille de bronze à Tignes.
- 2013 :   médaille d'or à Aspen et  médaille d'argent à Tignes.
- 2014 :  Médaille d'or à Aspen
- 2018 :  Médaille d'or à Aspen
- 2019 :  Médaille d'argent à Aspen